# Borger (Paesi Bassi)

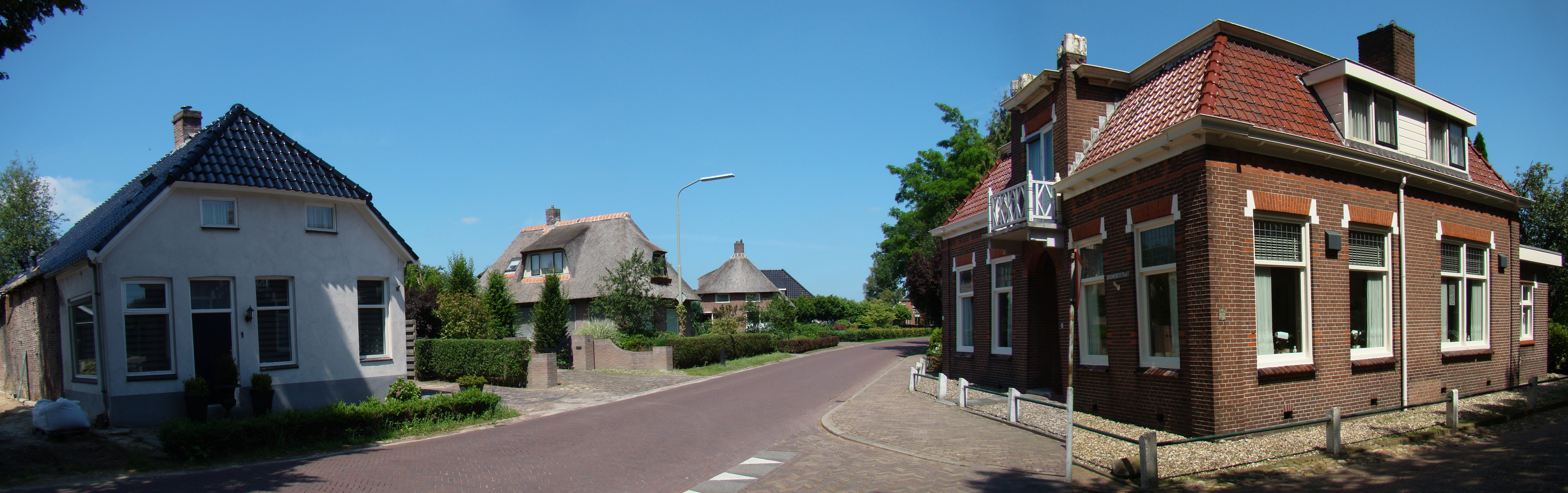
Veduta panoramica di Borger

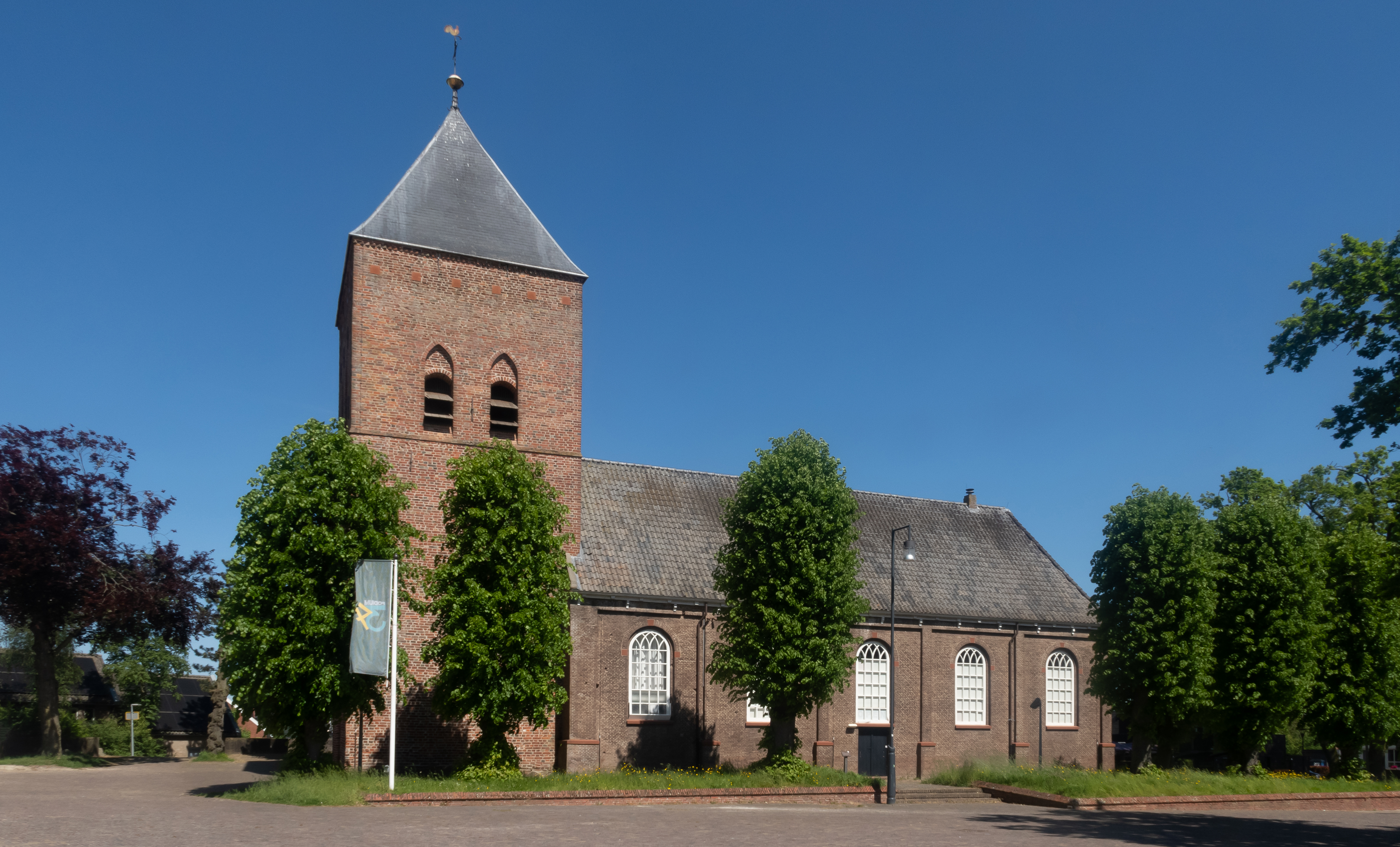
Borger: la chiesa di San Willibrod, edificio classificato come rijksmonument

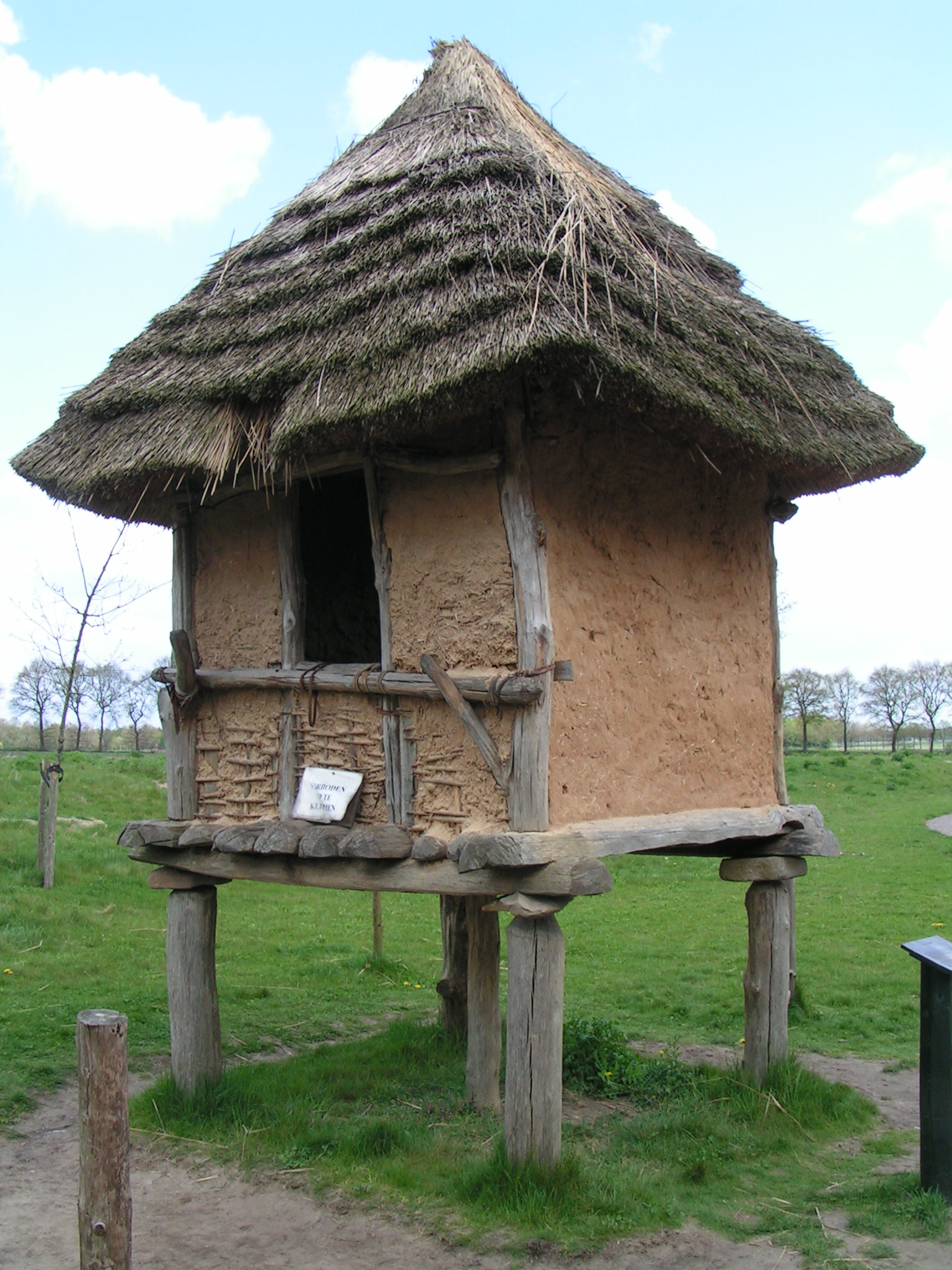
Lo Hunebedcentrum a Borger

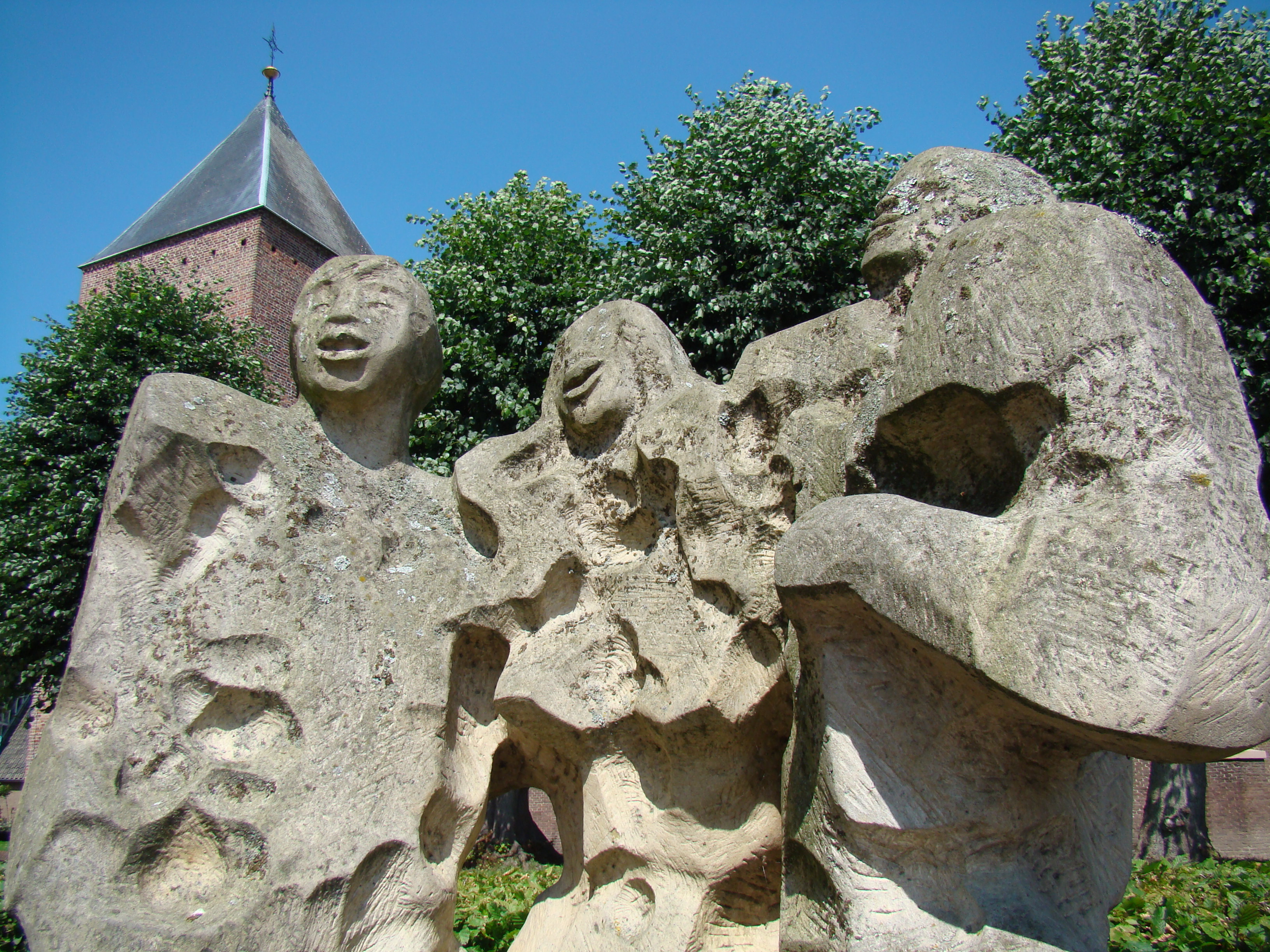
Scultura a Borger

Borger (in Drents: Börger) è una cittadina di circa 4.700 abitanti del nord-est dei Paesi Bassi, facente parte della provincia di Drenthe e situata ai piedi della dorsale Hondsrug e a pochi chilometri dal confine con la Germania. Dal punto di vista amministrativo, si tratta di un ex-comune, dal 1998 unito al comune di Odoorn e ad altre località per formare la nuova municipalità di Borger-Odoorn, di cui ora è il secondo centro più popoloso dopo Nieuw-Buinen (ex-località del soppresso comune di Borger).
È definita la "capitale" della strada dei megaliti. (v. la sezione "Archeologia").

## Geografia fisica

### Collocazione
Borger si trova nella parte centro-orientale della provincia di Drenthe, all'incirca a metà strada tra Rolde ed Emmen (rispettivamente a sud-est della prima e a nord/nord-ovest della seconda).

### Suddivisione amministrativa dell'ex-comune di Borger
L'ex-comune di Borger, che aveva una superficie complessiva di 130,65 km², era formato dalle seguenti località:
- Borger
- Bronneger
- Bronnegerveen
- Buinen
- Buinerveen
- Drouwen
- Drouwenermond
- Drouwenerveen
- Ees
- Eesergroen
- Eeserveen (in parte)
- Ellertshaar
- Nieuw-Buinen
- Westdorp

## Società

### Evoluzione demografica
Al censimento del 1º gennaio 2014, Borger contava una popolazione pari a 4.728 abitanti, di cui 2.462 erano donne e 2.266 erano uomini. L'anno precedente contava invece una popolazione pari a 4.696 abitanti, mentre nel 2005 contava una popolazione pari a 4.995 abitanti.

## Storia
I megaliti rinvenuti attorno alla località provano che la zona era abitata sin da circa 5.000 anni prima di Cristo, in particolare dalle genti appartenenti alla cultura del bicchiere imbutiforme.
Borger è menzionata nel 1381 nei registri del Vescovo di Utrecht.
Intorno al 1800 il villaggio contava appena 300 abitanti. Conobbe un incremento demografico solo a partire dal secondo dopoguerra.

## Stemma
Lo stemma di Borger è costituito da uno scudo formato da 4 sezioni in nero e 4 in argento alternate con un in cima una corona.
All'interno della prima sezione in argento è raffigurata una brocca di color rosso, che simboleggia le popolazioni preistoriche della zona, in particolare la cultura del bicchiere imbutiforme.

## Archeologia
A Borger si trovano 8 siti megalitici.
Tra questi, figura il dolmen D27, che rappresenta il più grande dolmen dei Paesi Bassi: misura 22,5 metri ed è coperto da 9 pietre.
|  |

A Borger ha inoltre sede un centro di documentazione sui megaliti, lo Hunebedcentrum.

## Architettura

### Edifici d'interesse
Tra gli edifici principali di Borger figura la Chiesa di San Willibrod eretta nel 1826 su un preesistente edificio del XIV secolo.